# Delphinium austriacum
Delphinium austriacum là một loài thực vật có hoa trong họ Mao lương. Loài này được (Pawl.) Starm. mô tả khoa học đầu tiên năm 1996.